# Arbejde mod frihed
Arbejde mod frihed er en dokumentarfilm fra 1983 instrueret af Anne Regitze Wivel, der har skrevet manuskript sammen med Arne Bro.

## Handling
Et af Danmarks store lukkede fængsler skildres gennem portrætter af tre fanger. De menneskelige konsekvenser af at være lukket ude fra en verden, som de indsatte længes efter, drømmer om, men også frygter at blive ført ind i igen. Filmen er optaget i Vridsløse Statsfængsel i november 1979. Den er et portræt af tre fanger, hvis hverdag tilsyneladende er ensartet, men hvis fortid og fremtid tegner vidt forskellige billeder af den enkeltes valgmuligheder og visioner.